# Sainte-Martine
Sainte-Martine es un municipio de la provincia de Quebec en Canadá. Es una de las ciudades pertenecientes al municipio regional de condado de Beauharnois-Salaberry y, a su vez, a la región de Vallée-du-Haut-Saint-Laurent en Montérégie.

## Geografía
El territorio de Sainte-Martine se encuentra ubicado entre la ciudad de Châteauguay al norte, Mercier al este, Saint-Urbain-Premier al sureste, Très-Saint-Sacrement al sur, Saint-Étienne-de-Beauharnois al oeste y Beauharnois al noroeste. Tiene una superficie total de 64,50 km² cuyos 63,09 son tierra firme.

## Historia
El nombre del municipio honra santa Martina.

## Política
Está incluso en el MRC de Beauharnois-Salaberry. El consejo municipal está compuesto por 6 consejeros sin división territorial. La alcaldesa actual (2015) es Maude Laberge. Forma parte de las circunscripciones electorales de Huntingdon a nivel provincial y de Beauharnois−Salaberry a nivel federal.

## Demografía
Según el censo de Canadá de 2011, había 4966 personas residiendo en esta ciudad con una densidad de población de 78,1 hab./km². Los datos del censo mostraron que de las 4237 personas censadas en 2006, en 2011 hubo un aumento de 729 habitantes (17,2 %). El número total de inmuebles particulares resultó de 2133. El número total de viviendas particulares que se encontraban ocupadas por residentes habituales fue de 2071.